# 90 minut
90 minut – program TVN CNBC emitowany od września 2007 do 10 maja 2013 w wieczory od poniedziałku do piątku. Prowadził go Robert Stanilewicz.

## Charakterystyka programu
Program był podsumowaniem całego dnia na polskiej jak i nowojorskiej giełdzie. Zawarte są w nim także wydarzenia biznesowe.

### Program został podzielony na trzy części
- Pierwsza część to podsumowanie gospodarczych wydarzeń dnia.

- Druga część stanowiła omówienie i przeanalizowanie sytuacji na rynkach finansowych po zamknięciu nowojorskich giełd.

- W trzeciej części były omawiane zagadnienia wykraczające poza obszar rynków finansowych.